# Gariotte

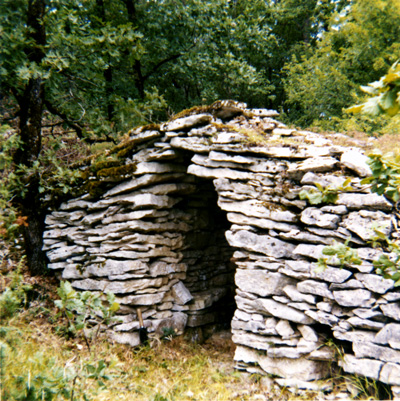
Gariote prise dans une muraille à Crayssac (Lot), vers 1973.

Une gariote ou gariotte est, dans le parler de Cahors (Lot), une guérite enclavée dans une muraille ou dans un pierrier de l'ancien vignoble. Il s'agit d'une construction en pierre sèche, c'est-à-dire sans mortier liant les pierres entre elles. 

## Étymologie
Gariote ou gariotte est la forme francisée du quercynois garioto (occitan normalisé gariòta).
À la suite des publications d'architecture rurale du Dr. Alfred Cayla dans les années 1950 à 1970, cette appellation a été étendue abusivement aux cabanes (cabanos, occ. norm. cabanas) ou casèles (casèlos, occ. norm. casèlas) en pierre sèche du haut Quercy (« Los 'Parisiens' apelan las casèlas 'gariote', sai pas per que », disait une personne du cru).

## Fonction
Qu'elle soit incorporée à une muraille ou à un pierrier ou encore indépendante, qu'elle soit de plan circulaire ou quadrangulaire, qu'elle ait l'allure d'une absidiole ou d'une nef, la gariote est, en fonction de sa taille, un simple abri pour une, deux ou trois personnes ainsi que l'atteste son aménagement sommaire : dalles saillantes servant de sièges rustiques, banquette de pierre, parfois niche.
La gariote servait d'abri au propriétaire du champ ou de la vigne où elle se trouvait, ainsi qu'aux ouvriers agricoles, aux moissonneurs, aux vendangeurs, etc.
Elle n'a servi d'abri au berger qu'au début du XXe siècle, dans des parcelles anciennement cultivées abandonnées à la friche et à la dent des moutons.

## Origine
Dans le périmètre de l'ancien vignoble de Cahors (d'avant le phylloxéra), la majeure partie des gariotes furent construites par des ouvriers agricoles défrichant les dernières terres incultes pour le compte de propriétaires sous le Second Empire. Elles constituent, avec le réseau lithique des murs de parcelles, un témoignage des grands travaux agricoles du XIXe siècle.

## Architecture
On distingue deux grands types de gariote :
- les guérites non voûtées,
- les guérites voûtées par encorbellement.

À l'intérieur du premier type, on trouve :
- la guérite à l'entrée occupant tout le côté avant,
- la guérite à l'entrée n'occupant qu'une partie du côté avant.

À l'intérieur du deuxième type, on trouve :
- la guérite à deux encorbellements opposés se rejoignant,
- la guérite à deux encorbellement opposés coiffés par un plafond de dalles,
- la guérite en forme de cul-de-four,
- la guérite à voûte encorbellée sur plan circulaire ou elliptique,
- la guérite à voûte encorbellée sur plan quadrangulaire.